# Neuendettelsau
Neuendettelsau is een gemeente in de Duitse deelstaat Beieren en maakt deel uit van het Landkreis Ansbach.
Neuendettelsau telt 7.936 inwoners. De gemeente ligt aan de A6 Saarbrücken-Waidhaus.

## Indeling
| - Aich - Bechhofen - Birkenhof - Froschmühle - Geichsenhof - Geichsenmühle - Haag | - Hammerschmiede - Jakobsruh - Johannishof - Mausendorf - Mausenmühle - Mühlhof | - Reuth - Steinhof - Steinmühle - Watzendorf - Wernsbach - Wollersdorf |

## Geboren
- Finn Jeltsch (17 juli 2006), voetballer

## Stedenbanden
- Treignac (Frankrijk)

Adelshofen ·
Arberg ·
Aurach ·
Bechhofen ·
Bruckberg ·
Buch a.Wald ·
Burgoberbach ·
Burk ·
Colmberg ·
Dentlein a.Forst ·
Diebach ·
Dietenhofen ·
Dinkelsbühl ·
Dombühl ·
Dürrwangen ·
Ehingen ·
Feuchtwangen ·
Flachslanden ·
Gebsattel ·
Gerolfingen ·
Geslau ·
Heilsbronn ·
Herrieden ·
Insingen ·
Langfurth ·
Lehrberg ·
Leutershausen ·
Lichtenau ·
Merkendorf ·
Mitteleschenbach ·
Mönchsroth ·
Neuendettelsau ·
Neusitz ·
Oberdachstetten ·
Ohrenbach ·
Ornbau ·
Petersaurach ·
Röckingen ·
Rothenburg ob der Tauber ·
Rügland ·
Sachsen b.Ansbach ·
Schillingsfürst ·
Schnelldorf ·
Schopfloch ·
Steinsfeld ·
Unterschwaningen ·
Wassertrüdingen ·
Weidenbach ·
Weihenzell ·
Weiltingen ·
Wettringen ·
Wieseth ·
Wilburgstetten ·
Windelsbach ·
Windsbach ·
Wittelshofen ·
Wolframs-Eschenbach ·
Wörnitz